# 國際地理奧林匹克

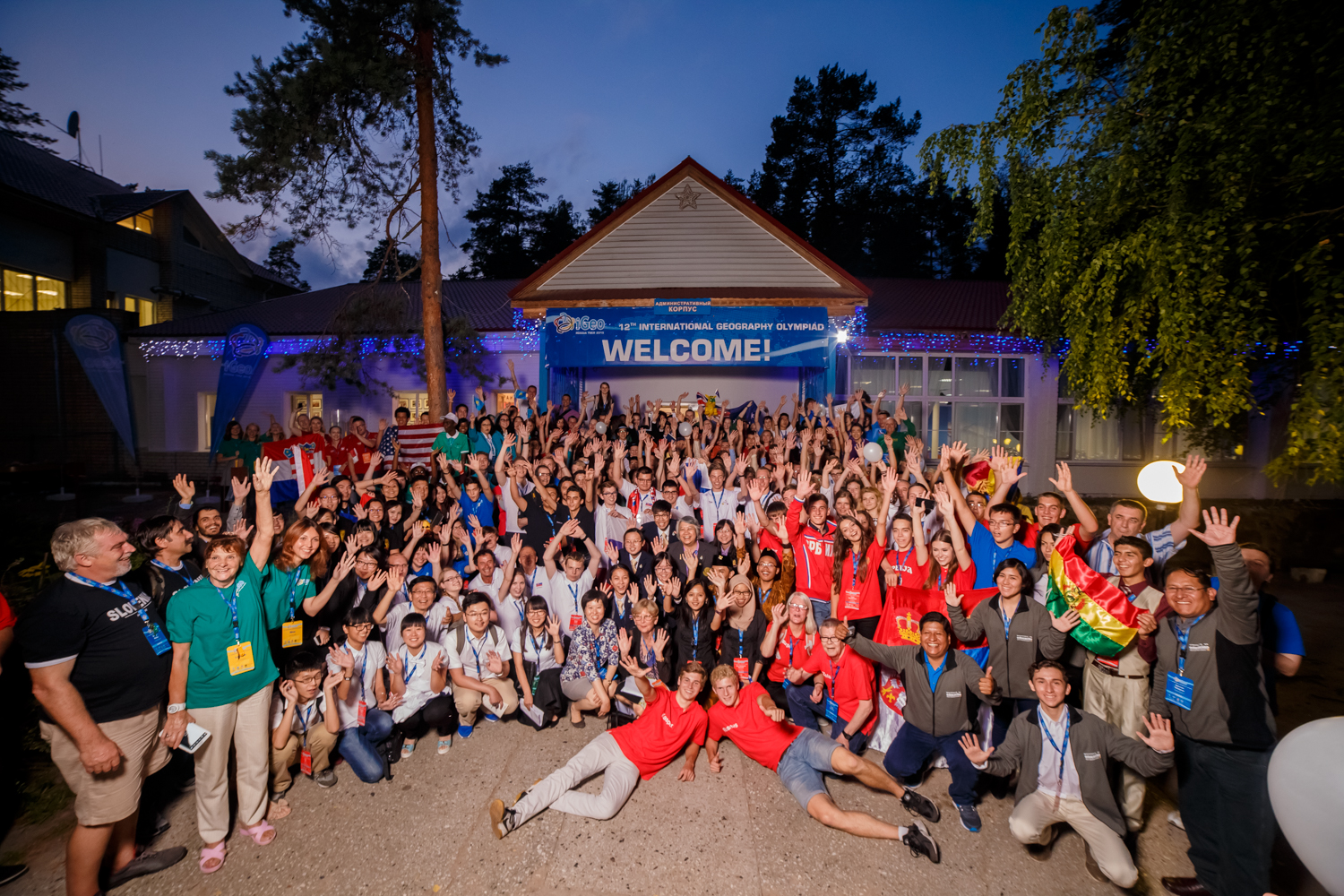
2015年國際地理奧林匹克全體參賽者

國際地理奧林匹亞（英語：International Geography Olympiad，縮寫：iGeo）是一個為來自世界各地的16到19歲學生所舉辦的競賽，由各國國內奧林匹亞選出的代表隊參加。競賽內容分為三個部分：手寫題、多媒體測驗和野外實地考察（製圖和地理分析）。該競賽計劃還包括團隊海報展示、文化交流，以及讓各國學生互相了解和探索主辦城市。國際地理奧林匹亞測驗參賽選手空間模式和過程的觀念，包括邊界、中心和環域的概念，對旅遊、恐怖份子和難民的認知，對食物、衣服、藥品和數位資訊貿易的瞭解，對人口成長、聖嬰現象、海嘯和地震的掌握。本競賽由國際地理聯合會舉辦，第一屆iGeo競賽在1996年舉辦，因比賽越來越受歡迎，所以從2012年開始由每兩年舉辦改為每年舉辦一次。

## 歷史
1994年在布拉格舉辦的國際地理聯合會（IGU）中，波蘭和荷蘭提出了為 15 至 19 歲的學生舉辦國際地理競賽 (iGeo)或奥林匹亞競賽的想法。第一屆於1996年在荷蘭海牙舉行，共5國參加。到2008年突尼西亞迦太基舉行的比賽，參賽國增至24國。到了2010年台灣台北的第八屆賽事，參賽國和地區再成長，並由29個成員組成，包含：澳大利亞、白俄羅斯、比利時、巴西、保加利亞、中國、中國香港、克羅埃西亞、捷克、丹麥、德國、愛沙尼亞、芬蘭、匈牙利、日本、拉脱維亞、立陶宛、墨西哥、荷蘭、紐西蘭、奈及利亞、波蘭、羅馬尼亞、俄羅斯、斯洛伐克、斯洛維尼亞、中華台北（主辦地）、突尼西亞和英國。
在2012年之前，曾舉辦過一些區域性的地理奧林匹亞。其中包括在2007 年的台灣新竹、2009 年的日本筑波和 2011 年的墨西哥梅里達舉辦的亞太地區地理奧林匹亞 (APRGO) 和中歐地區地理奧林匹亞 (CERIGEO)。自2013年起，國際地理奧林匹亞與其他奧林匹克競賽一樣每年舉行一次。
由於COVID-19大流行，2020年在土耳其伊斯坦堡舉行的iGeo被推遲，於次年8月11日至15日在伊斯坦堡（線上）舉行，有46國參加。

## 目標
國際地理奧林匹亞的目標包括：
- 推廣地理學。
- 刺激年輕學子彼此的瞭解。
- 刺激世界各國更高品質的地理教育。

## 賽制
每支代表隊包含最多4名參賽者，2名領隊，及若干名觀察員。其中參賽者年齡不可超過19歲（以當年7月1日為準），且必須就讀於中學校（Secondary School）。而領隊必須擁有地理方面的專業知識及足夠的英文能力，以將題目翻譯成該國母語。
比賽分為筆試、田野考察測驗及多媒體測驗三部分，分別佔總分的40%、40%及20%。
參賽者會依其個人成績排先後次序，約一半參賽者會獲得獎牌。金牌、銀牌、銅牌的比例約為1：2：3。
英文為比賽的官方語言，故所有參賽者必須以英文作答試題。如參賽者的母語並非英文，他們可使用雙語詞典以助作答。
比賽題目環繞以下12個議題：
1. 氣候及氣候變化
2. 危害及危害管理
3. 資源及資源管理
4. 環境地理學及可持續發展
5. 地貌、景觀及土地利用
6. 農業地理學及糧食問題
7. 人口及人口變化
8. 經濟地理學及全球化
9. 發展地理學及空間不平等
10. 城市地理學、市區更新及都市規劃
11. 旅遊業及旅遊管理
12. 文化地理學及區域認同

## 成員
2021年國際地理奧林匹克競賽的參賽國家和地區：
- 亞美尼亞
- 白俄羅斯
- 比利时
- 保加利亚
- 加拿大
- 中国北京
- 中國香港
- 中華臺北
- 捷克
- 丹麦
- 爱沙尼亚
- 芬兰
- 法國
- 匈牙利
- 印度尼西亞
- 伊朗
- 日本
- 拉脫維亞
- 立陶宛
- 蒙古国
- 蒙特內哥羅
- 尼泊尔
- 荷蘭
- 新西兰
- 奈及利亞
- 巴基斯坦
- 菲律賓
- 波蘭
- 俄羅斯
- 塞爾維亞
- 新加坡
- 斯洛伐克
- 斯洛維尼亞
- 南非
- 瑞士
- 泰國
- 突尼西亞
- 土耳其
- 英国
- 美国

## 主辦地
| 編碼 | 年份 | 主辦國和地區                                     | 主辦城市         | 個人冠軍                       | 冠軍代表隊 | 亞軍代表隊 | 季軍代表隊 | 參與成員數量 | 參與者數量 |
| ---- | ---- | ------------------------------------------------ | ---------------- | ------------------------------ | ---------- | ---------- | ---------- | ------------ | ---------- |
| 1    | 1996 | 荷蘭                                             | 海牙             | 比利时 Steven Pattheeuws       | 波蘭       | 斯洛維尼亞 | 比利时     | 5            | 20         |
| 2    | 1998 | 葡萄牙                                           | 里斯本           | 波蘭 Katarzyna Kwiecińska      | 波蘭       | 斯洛維尼亞 | 比利时     | 5            | 20         |
| 3    | 2000 |                                                  | 首爾             | 波蘭 Adam Biliski              | 波蘭       | 荷蘭       |            | 13           | 52         |
| 4    | 2002 | 南非                                             | 德班             | 羅馬尼亞 Florin Olteanu        | 羅馬尼亞   | 波蘭       | 白俄羅斯   | 12           | 48         |
| 5    | 2004 | 波蘭                                             | 格但斯克         | 波蘭 Maciej Hermanowicz        | 波蘭       | 爱沙尼亚   | 羅馬尼亞   | 16           | 64         |
| 6    | 2006 |                                                  | 布里斯班         | 波蘭 Jacek Próchniak           | 波蘭       | 爱沙尼亚   | 羅馬尼亞   | 23           | 92         |
| 7    | 2008 | 突尼西亞                                         | 迦太基           | 羅馬尼亞 Barbu Ion Alexandru   | 羅馬尼亞   | 爱沙尼亚   |            | 24           | 96         |
| 8    | 2010 | 臺灣                                             | 臺北             | 羅馬尼亞 Barbu Ion Alexandru   | 新加坡     |            | 波蘭       | 27           | 108        |
| 9    | 2012 | 德国                                             | 科隆             | 新加坡 Samuel Chua             | 新加坡     | 羅馬尼亞   | 波蘭       | 31           | 124        |
| 10   | 2013 | 日本                                             | 京都             | 新加坡 Daniel Wong             | 羅馬尼亞   |            | 新加坡     | 32           | 128        |
| 11   | 2014 | 波蘭                                             | 克拉科夫         | 美国 James Mullen              | 新加坡     |            | 羅馬尼亞   | 36           | 144        |
| 12   | 2015 | 俄羅斯                                           | 特維爾           | 中華臺北 Chang-Chin Wang       | 波蘭       | 羅馬尼亞   | 中華臺北   | 40           | 159        |
| 13   | 2016 | 中国大陆                                         | 北京             | 泰國 Wuttipat Kiratipaisarl    |            | 新加坡     | 泰國       | 45           | 173        |
| 14   | 2017 | 塞爾維亞                                         | 貝爾格勒         | 羅馬尼亞 Victor Vescu          | 波蘭       | 羅馬尼亞   | 美国       | 41           | 160        |
| 15   | 2018 | 加拿大                                           | 魁北克市         | 俄羅斯 Alen Kospanov           | 羅馬尼亞   | 新加坡     | 美国       | 43           | 165        |
| 16   | 2019 | 香港                                             | 香港             | 美国 Albert Zhang              | 印度尼西亞 | 美国       | 英国       | 43           | 166        |
| —    | 2020 | 由於2019冠狀病毒病疫情大流行，延遲到 2021 年舉行 | —                | —                              | —          | —          | —          | —            | —          |
| 17   | 2021 | 土耳其                                           | 伊斯坦堡（線上） | 俄羅斯 Rustam Bigildin         | 俄羅斯     | 新加坡     | 日本       | 46           | 180        |
| 18   | 2022 | 法國                                             | 巴黎（線上）     | Sanzhar Khamitov               | 新加坡     | 立陶宛     | 臺灣       | 54           | 216        |
| 19   | 2023 | 印度尼西亞                                       | 萬隆             | 泰國Passakarn Leewongcharoen   | 羅馬尼亞   | 新加坡     | 匈牙利     | 45           | 177        |
| 20   | 2024 | 愛爾蘭                                           | 都柏林           | 羅馬尼亞David-Mihai Dumitrescu | 美国       |            | 印度尼西亞 | 46           | 183        |
| 21   | 2025 | 泰國                                             | 曼谷             | 白俄羅斯Mikalai Misiyuk        | 立陶宛     |            | 波蘭       | 47           | 179        |
| 22   | 2026 | 土耳其                                           | 伊斯坦堡         | —                              | —          | —          | —          | —            | —          |
| 22   | 2027 | 拉脫維亞                                         | 葉爾加瓦         | —                              | —          | —          | —          | —            | —          |
| 22   | 2028 |                                                  | 墨爾本           | —                              | —          | —          | —          | —            | —          |